# Gustaf Unonius
Gustaf Elias Unonius, född 25 augusti 1810 i Helsingfors, död  14 oktober 1902, var en svensk-amerikansk präst och tulltjänsteman.

## Biografi
Unonius föddes i storfurstendömet Finland, men hans familj överflyttade till Sverige när han var liten. I Uppsala avlade Unonius 1833 kameralexamen och studerade även en tid medicin. Men 1841 emigrerade han till USA och slog sig ned vid ett nybygge i Waukesha County i Wisconsin, där han grundade Nya Uppsala nära staden Merton. Där genomgick han en utbildning vid ett prästseminarium, och prästvigdes 1845 för protestant-episkopalkyrkan. Han organiserade i dess tjänst 1849 den svensk-norska S:t Ansgarius-församlingen i Chicago. Här kom han strax i motsatsförhållande till den lågkyrkliga, strängt lutherska riktningen bland övriga skandinaver, som sedan fick sin organisation i Augustanasynoden. Unonius återvände till Sverige 1858. Eftersom hans prästvigning inte godkändes i Sverige blev han tullförvaltare i Grisslehamn, en syssla som han hade till 1888.
Unonius dotter Maria gifte sig 1884 med Hugo Tamm.
Unonius ligger begravd på Hacksta kyrkogård utanför Uppsala.